# سوزانا مودي
سوزانا مودي هي كاتِبة وكاتبة للأطفال وشاعرة كندية، ولدت في 6 ديسمبر 1803 في Bungay ‏ في المملكة المتحدة، وتوفيت في 8 أبريل 1885 في تورونتو في كندا.

## وصلات خارجية
- سوزانا مودي على موقع الموسوعة البريطانية (الإنجليزية)